# Volby do zastupitelstva města Vlašimi 1925
Volby do zastupitelstva města Vlašimi 1925 proběhly 13. září   ve zdejší školní budově.

## Výsledky hlasování
| Strana                                                             | Počet hlasů (abs.) | Zastupitelé |
| ------------------------------------------------------------------ | ------------------ | ----------- |
| Československá národní demokracie                                  | 391                | 6           |
| Československá strana lidová                                       | 370                | 6           |
| Komunistická strana Československa                                 | 366                | 6           |
| Československá strana socialistická                                | 333                | 6           |
| Československá živnostensko-obchodnická strana středostavovská     | 221                | 4           |
| Republikánská strana zemědělského a malorolnického lidu a domoviny | 88                 | 1           |
| Československá sociálně demokratická strana dělnická               | 82                 | 1           |
| Celkem                                                             | 1 851              | 30          |

Československá národní demokracie
- Dr. Karel Jelínek, státní obvodní lékař
- Dr. Milán Procházka, rada zemského soudu
- ing. Jindřich Neubauer, stavitel a statkář
- Josef Roštík, hospodář
- Eduard Lustig, obchodník
- Václav Kopecký, rolník a obuvník

Československá strana lidová
- Josef Šanda, krejčí
- Jan Sahula, vrchní berní správce
- Jan Opatrný, katecheta
- Dr. Viktor Schiller, lékař
- Ladislav Chmelík, strojník
- Josef Suchý, děkan

Komunistická strana Československa
- Antonín Zahradníček, kraječ?
- Otto Krása, výrobce obuvi
- František Kamarýt, obuvník
- Jan Bureš, obuvník
- Josef Kittler, obchodník
- Růžena Vejvodová, obuvnická dělnice

Československá strana socialistická
- Ladislav Bureš, řídící učitel
- Bohumil Holada, hostinský
- Alois Havlín, průvodčí vlaků
- Robert Filip, obuvnický dělník
- Karel Červ, krejčí
- Josef Vejvoda, poštovní úředník

Československá živnostensko-obchodnická strana středostavovská
- Antonín Procházka, výrobce obuvi
- Ladislav Theissig, materialista
- Karel Tomášek, výrobce obuvi
- Karel Kopecký, obuvník

Republikánská strana zemědělského a malorolnického lidu a domoviny
- Emanuel Kulíček, rolník

Československá sociálně demokratická strana dělnická
- Karel Kopačka, odborný učitel

## Volba starosty a městské rady
Volba proběhla 25. září a starostou města byl zvolen Dr. Milán Procházka. Prvním náměstkem byl zvolen Ladislav Bureš a druhým Antonín Zahradníček. Dále byla zvolena sedmičlenná městská rada.
- Jan Sahula
- Jan Opatrný
- Otto Krása
- Antonín Procházka
- Ladislav Theissig
- Bohumil Holada
- Dr. Karel Jelínek